# 九龍區專線小巴9M線
九龍區專線小巴9M線是由安立投資營辦的一條香港綠色專線小巴路線，逆時針方向循環來往白田邨及石硤尾站，為現時全程收費最低的九龍區專線小巴全日路線。

## 歷史
本路線提供白田邨往來石硤尾邨及港鐵石硤尾站的專線小巴服務，原稱9號線，於1981年5月11日起投入服務，其後改稱9M。

## 服務時間及班次
| 白田邨開 | 白田邨開     | 白田邨開     |
| 日期     | 服務時間     | 班次（分鐘） |
| -------- | ------------ | ------------ |
| 每日     | 06:30-07:10  | 4            |
| 每日     | 07:10-23:01  | 3            |
| 每日     | 23:16、23:31 |              |

## 收費
- 全程收費：$3.2

| - 此路線大小同價。 - 65歲或以上長者使用長者或個人八達通（包括「樂悠咭」），合資格殘疾人士使用「殘疾人士身份」個人八達通，以及60至64歲香港居民使用「樂悠咭」繳付車資，均可享有每程劃一$2.0的政府長者及合資格殘疾人士公共交通票價優惠計劃。 - 乘客可以現金或八達通卡於上車時付款，不設找贖。 |

## 行車路線
- 途經：白雲街、白田（白雲街）公共運輸交匯處、白雲街、白田街、巴域街、石硤尾街、窩仔街、偉智街、南昌街及白雲街。